# Googol
Googol este un cuvânt englez artificial care desemnează un anumit număr foarte mare, egal cu 10100, sau cifra 1 urmată de o sută de zerouri. Cuvântul a fost inventat în 1938 de Milton Sirotta, nepotul de nouă ani al matematicianului american Edward Kasner. Kasner a anunțat conceptul în cartea sa Mathematics and the Imagination (Matematica și imaginația).
Numele motorului de căutare pe Internet „Google” derivă de la acest cuvânt, se spune, în urma unei greșeli de ortografie (pronunția este aceeași).
Numărul acesta este atât de mare încât depășește numărul de particule din Univers, estimat a fi între 1072 și 1087. Totuși, unele calculatoare de buzunar obișnuite pot reprezenta numere până la 9,9999999·1099, ceea ce este foarte aproape de un googol (mai exact 0,99999999 googol).
Un googol este aproximativ egal cu 70! (70 factorial) și are drept factori primi numai pe 2 și pe 5. În sistemul binar ocupă 333 biți.

## Cum se scrie un googol
Un googol poate fi scris convențional astfel:
1 googol = 10100 =
10 000 000 000 000 000 000 000 000 000 000 000 000 000 000 000 000 000 000 000 000 000 000 000 000 000 000 000 000 000 000 000 000 000